# Екстрим-парк (Маріуполь)
Екстрим-парк — парк екстремального відпочинку.

## Загальні відомості
Розташований в Кальміуського районі міста Маріуполь, у заплаві річки Кальчик. На півночі межує із лугопаркому імені Н. А. Гурова (раніше Лугопарк ім. 200-річчя м. Маріуполя).
Відкриття парку відбулося 18 липня 2003 року.
Комбінатом імені Ілліча було витрачено близько 30 мільйонів гривень для придбання атракціонів з Італії, Голландії, Росії.
У парку є 14 сучасних атракціонів, дитячий майданчик, кафе, торговельні павільйони. У планах керівництва парку придбання стереотеатру.

## Атракціони
- Водяний спуск «Харакірі»
- Оглядове колесо — Висота 31 метр, швидкість 0,4 метри на секунду, місткість 72 чоловіка. Працює з 2003 року.[1]
- «Дикий поїзд»
- «Ледача річка»
- Вежа вільного падіння
- «Кенгуру»
- Дитяча залізниця
- Човнова станція
- Лупінг
- Оса

## Нагороди
У 2003 році, за підсумками конкурсу «Найкращі будинки і спорудження, побудовані й прийняті в експлуатацію на території України», Екстрим-парк посів третє місце в номінації культурно-спортивні спорудження (об'єкти культури).